# Rules of Engagement (Zvezdna vrata SG-1)
Rules of Engagement je naslov epizode znanstveno-fantastične serije Zvezdna vrata, v kateri se SG-1 takoj ob izhodu iz zvezdnih vrat znajde sredi bitke, v kateri se ena izmed ekip SG bojuje z Jaffovo vojsko. O'Neill in ostali so prepričani, da gre za ekipo SG-11, ki je izginila med eno od svojih misij, zato se odločijo, da bodo pomagali svojim kolegom. Toda na njihovo presenečenje se skrivnostna ekipa SG obrne proti njim. Člani ekipe SG-1 se s hudim glavobolom in brez orožja zbudijo v vojaškem taboru za urjenje.
Izkaže se, da gre za najstnike, ki jih je širom vesolja zbral Apofis in so prevzeli dve različni vlogi (tj. vlogo ekipe Zvezdnih vrat in vlogo Jaff), s čimer se pripravljajo za infltracijo v poveljstvo Zvezdnih vrat. Orožje, ki ga uporabljajo pri urjenju, ni smrtonosno, temveč nasprotnika le začasno onesposobi. Težava pa nastopi, ker se med to orožje pomeša tudi pravo orožje ekipe SG-1 in zgodi se, da je eden od fantov nato ranjen s tem orožjem. Vsi zbrani rekruti to razumejo kot čas, da začnejo trenirati s pravim orožjem.
Da bi ekipa SG-1 preprečila pokol, vsem prikaže posnetek umirajočega Apofisa in jim pove, da gre za lažnega boga. Šele tedaj fantje odložijo orožje in se vrnejo na domače planete.